# Джари (Хабаровский край)
Джари — село в Нанайском районе Хабаровского края. Административный центр и единственный населённый пункт сельского поселения «Село Джари». Нанайское национальное село.

## География
Село Джари — спутник районного центра Нанайского района села Троицкое.
Стоит на правом берегу Амура, примерно в 2 км выше Троицкого.

## Население
| 1992 | 2002 | 2010 | 2011 | 2012 | 2013 | 2014 |
| ---- | ---- | ---- | ---- | ---- | ---- | ---- |
| 627  | ↗725 | ↘687 | ↘686 | ↘666 | ↗690 | ↘688 |
| 2015 | 2016 | 2017 | 2018 | 2019 | 2020 | 2021 |
| ↗730 | ↗822 | →822 | →822 | ↘818 | ↘787 | ↘706 |